# Seznam medailistů na mistrovství Evropy v krasobruslení – ženy
Seznam medailistů na mistrovství Evropy v krasobruslení uvádí chronologický přehled osob od roku 1930, které získaly zlatou, stříbrnou či bronzovou medaili na mistrovství Evropy v krasobruslení.

## Ženy
| Rok       | Místo                              | Zlato                              | Stříbro                            | Bronz                              |
| --------- | ---------------------------------- | ---------------------------------- | ---------------------------------- | ---------------------------------- |
| ME 1930   | Vídeň                              | Fritzi Burger                      | Ilse Hornung                       | Vivi-Anne Hultén                   |
| ME 1931   | Svatý Mořic                        | Sonja Henie                        | Fritzi Burger                      | Hilde Holovsky                     |
| ME 1932   | Paříž                              | Sonja Henie                        | Fritzi Burger                      | Vivi-Anne Hultén                   |
| ME 1933   | Londýn                             | Sonja Henie                        | Cecilia Colledge                   | Fritzi Burger                      |
| ME 1934   | Praha                              | Sonja Henie                        | Liselotte Landbecková              | Maribel Vinson                     |
| ME 1935   | Svatý Mořic                        | Sonja Henie                        | Liselotte Landbecková              | Cecilia Colledge                   |
| ME 1936   | Berlín                             | Sonja Henie                        | Cecilia Colledge                   | Megan Taylor                       |
| ME 1937   | Praha                              | Cecilia Colledge                   | Megan Taylor                       | Emmy Putzinger                     |
| ME 1938   | Svatý Mořic                        | Cecilia Colledge                   | Megan Taylor                       | Emmy Putzinger                     |
| ME 1939   | Londýn                             | Cecilia Colledge                   | Megan Taylor                       | Daphne Walker                      |
| 1940-1946 | Nekonáno kvůli druhé světové válce | Nekonáno kvůli druhé světové válce | Nekonáno kvůli druhé světové válce | Nekonáno kvůli druhé světové válce |
| ME 1947   | Davos                              | Barbara Ann Scottová               | Gretchen Merrill                   | Daphne Walker                      |
| ME 1948   | Praha                              | Barbara Ann Scottová               | Eva Pawlik                         | Ája Vrzáňová                       |
| ME 1949   | Milán                              | Eva Pawlik                         | Ája Vrzáňová                       | Jeannette Altweggová               |
| ME 1950   | Oslo                               | Ája Vrzáňová                       | Jacqueline du Bief                 | Jeannette Altweggová               |
| ME 1951   | Curych                             | Jeannette Altweggová               | Jacqueline du Bief                 | Barbara Wyatt                      |
| ME 1952   | Vídeň                              | Jeannette Altweggová               | Jacqueline du Bief                 | Barbara Wyatt                      |
| ME 1953   | Dortmund                           | Valda Osborn                       | Gundi Busch                        | Erica Batchelor                    |
| ME 1954   | Bolzano                            | Gundi Busch                        | Erica Batchelor                    | Yvonne Sugden                      |
| ME 1955   | Budapešť                           | Hanna Eigel                        | Yvonne Sugden                      | Erica Batchelor                    |
| ME 1956   | Paříž                              | Ingrid Wendl                       | Yvonne Sugden                      | Erica Batchelor                    |
| ME 1957   | Vídeň                              | Hanna Eigel                        | Ingrid Wendl                       | Hanna Walter                       |
| ME 1958   | Bratislava                         | Ingrid Wendl                       | Hanna Walter                       | Joan Haanappel                     |
| ME 1959   | Davos                              | Hanna Walter                       | Sjoukje Dijkstrová                 | Joan Haanappel                     |
| ME 1960   | GaPa                               | Sjoukje Dijkstrová                 | Regine Heitzer                     | Joan Haanappel                     |
| ME 1961   | Berlín                             | Sjoukje Dijkstrová                 | Regine Heitzer                     | Jana Mrázková                      |
| ME 1962   | Ženeva                             | Sjoukje Dijkstrová                 | Regine Heitzer                     | Karin Frohner                      |
| ME 1963   | Budapešť                           | Sjoukje Dijkstrová                 | Nicole Hassler                     | Regine Heitzer                     |
| ME 1964   | Grenoble                           | Sjoukje Dijkstrová                 | Regine Heitzer                     | Nicole Hassler                     |
| ME 1965   | Moskva                             | Regine Heitzer                     | Sally-Anne Stapleford              | Nicole Hassler                     |
| ME 1966   | Bratislava                         | Regine Heitzer                     | Gabriele Seyfertová                | Nicole Hassler                     |
| ME 1967   | Lublaň                             | Gabriele Seyfertová                | Hana Mašková                       | Zsuzsa Almássy                     |
| ME 1968   | Västerås                           | Hana Mašková                       | Gabriele Seyfertová                | Beatrix Schubová                   |
| ME 1969   | GaPa                               | Gabriele Seyfertová                | Hana Mašková                       | Beatrix Schubová                   |
| ME 1970   | Leningrad                          | Gabriele Seyfertová                | Beatrix Schubová                   | Zsuzsa Almássy                     |
| ME 1971   | Curych                             | Beatrix Schubová                   | Zsuzsa Almássy                     | Rita Trapanese                     |
| ME 1972   | Göteborg                           | Beatrix Schubová                   | Rita Trapanese                     | Sonja Morgenstern                  |
| ME 1973   | Kolín nad Rýnem                    | Christine Errath                   | Jean Scott                         | Karin Iten                         |
| ME 1974   | Záhřeb                             | Christine Errath                   | Dianne de Leeuw                    | Liana Drahová                      |
| ME 1975   | Kodaň                              | Christine Errath                   | Dianne de Leeuw                    | Anett Pötzschová                   |
| ME 1976   | Ženeva                             | Dianne de Leeuw                    | Anett Pötzschová                   | Christine Errath                   |
| ME 1977   | Helsinky                           | Anett Pötzschová                   | Dagmar Lurz                        | Susanna Driano                     |
| ME 1978   | Štrasburk                          | Anett Pötzschová                   | Dagmar Lurz                        | Jelena Vodorezovová                |
| ME 1979   | Záhřeb                             | Anett Pötzschová                   | Dagmar Lurz                        | Denise Biellmannová                |
| ME 1980   | Göteborg                           | Anett Pötzschová                   | Dagmar Lurz                        | Susanna Driano                     |
| ME 1981   | Innsbruck                          | Denise Biellmannová                | Sanda Dubravčić                    | Claudia Kristofics-Binder          |
| ME 1982   | Lyon                               | Claudia Kristofics-Binder          | Katarina Wittová                   | Jelena Vodorezovová                |
| ME 1983   | Dortmund                           | Katarina Wittová                   | Jelena Vodorezovová                | Claudia Leistner                   |
| ME 1984   | Budapešť                           | Katarina Wittová                   | Manuela Ruben                      | Anna Kondrašovová                  |
| ME 1985   | Göteborg                           | Katarina Wittová                   | Kira Ivanovová                     | Claudia Leistner                   |
| ME 1986   | Kodaň                              | Katarina Wittová                   | Kira Ivanovová                     | Anna Kondrašovová                  |
| ME 1987   | Sarajevo                           | Katarina Wittová                   | Kira Ivanovová                     | Anna Kondrašovová                  |
| ME 1988   | Praha                              | Katarina Wittová                   | Kira Ivanovová                     | Anna Kondrašovová                  |
| ME 1989   | Birmingham                         | Claudia Leistner                   | Natalia Lebeděvová                 | Patricia Neske                     |
| ME 1990   | Leningrad                          | Evelyn Grossmann                   | Natalia Lebeděvová                 | Marina Kielmann                    |
| ME 1991   | Sofie                              | Surya Bonalyová                    | Evelyn Grossmann                   | Marina Kielmann                    |
| ME 1992   | Lausanne                           | Surya Bonalyová                    | Marina Kielmann                    | Patricia Neske                     |
| ME 1993   | Helsinky                           | Surya Bonalyová                    | Oksana Bajulová                    | Marina Kielmann                    |
| ME 1994   | Kodaň                              | Surya Bonalyová                    | Oksana Bajulová                    | Olga Markovová                     |
| ME 1995   | Dortmund                           | Surya Bonalyová                    | Olga Markovová                     | Jelena Ljašenková                  |
| ME 1996   | Sofie                              | Irina Slucká                       | Surya Bonalyová                    | Maria Butyrská                     |
| ME 1997   | Paříž                              | Irina Slucká                       | Krisztina Czakó                    | Julia Lavrenčuková                 |
| ME 1998   | Milán                              | Maria Butyrská                     | Irina Slucká                       | Tanja Szewczenko                   |
| ME 1999   | Praha                              | Maria Butyrská                     | Julia Soldatova                    | Viktoria Volchkova                 |
| ME 2000   | Vídeň                              | Irina Slucká                       | Maria Butyrská                     | Viktoria Volčkovová                |
| ME 2001   | Bratislava                         | Irina Slucká                       | Maria Butyrská                     | Viktoria Volčkovová                |
| ME 2002   | Lausanne                           | Maria Butyrská                     | Irina Slucká                       | Viktoria Volčkovová                |
| ME 2003   | Malmö                              | Irina Slucká                       | Jelena Sokolovová                  | Júlia Sebestyén                    |
| ME 2004   | Budapešť                           | Júlia Sebestyén                    | Jelena Ljaščenková                 | Jelena Sokolovová                  |
| ME 2005   | Turín                              | Irina Slucká                       | Susanna Pöykiö                     | Jelena Ljaščenková                 |
| ME 2006   | Lyon                               | Irina Slucká                       | Elena Sokolovová                   | Carolina Kostnerová                |
| ME 2007   | Varšava                            | Carolina Kostnerová                | Sarah Meierová                     | Kiira Korpiová                     |
| ME 2008   | Záhřeb                             | Carolina Kostnerová                | Sarah Meierová                     | Laura Lepistö                      |
| ME 2009   | Helsinky                           | Laura Lepistö                      | Carolina Kostnerová                | Susanna Pöykiö                     |
| ME 2010   | Tallinn                            | Carolina Kostnerová                | Laura Lepistö                      | Elene Gedevanišviliová             |
| ME 2011   | Bern                               | Sarah Meierová                     | Carolina Kostnerová                | Kiira Korpiová                     |
| ME 2012   | Sheffield                          | Carolina Kostnerová                | Kiira Korpiová                     | Elene Gedevanišviliová             |
| ME 2013   | Záhřeb                             | Carolina Kostnerová                | Adelina Sotnikovová                | Jelizaveta Tuktamyševová           |
| ME 2014   | Budapešť                           | Julia Lipnická                     | Adelina Sotnikovová                | Carolina Kostnerová                |
| ME 2015   | Stockholm                          | Jelizaveta Tuktamyševová           | Jelena Radionovová                 | Anna Pogorilaja                    |
| ME 2016   | Bratislava                         | Jevgenija Medveděvová              | Jelena Radionovová                 | Anna Pogorilaja                    |
| ME 2017   | Ostrava                            | Jevgenija Medveděvová              | Anna Pogorilaja                    | Carolina Kostnerová                |
| ME 2018   | Moskva                             | Alina Zagitovová                   | Jevgenija Medveděvová              | Carolina Kostnerová                |
| ME 2019   | Minsk                              | Sofja Samodurovová                 | Alina Zagitovová                   | Viveca Lindfors                    |
| ME 2020   | Štýrský Hradec                     | Alena Kostornaia                   | Anna Ščerbakovová                  | Alexandra Trusovová                |
| ME 2021   | Nekonáno kvůli pandemii            | Nekonáno kvůli pandemii            | Nekonáno kvůli pandemii            | Nekonáno kvůli pandemii            |
| ME 2022   | Tallinn                            | Anna Ščerbakovová                  | Alexandra Trusovová                | Loena Hendrickxová                 |
| ME 2023   | Espoo                              | Anastasia Gubanová                 | Loena Hendrickxová                 | Kimmy Repondová                    |
| ME 2024   | Kaunas                             | Loena Hendrickxová                 | Anastasia Gubanová                 | Nina Pinzarroneová                 |
| ME 2025   | Tallinn                            | Niina Petrõkina                    | Anastasiia Gubanova                | Nina Pinzarroneová                 |